# Barney Wilen
Bernard Jean „Barney“ Wilen (* 4. März 1937 in Nizza; † 25. Mai 1996 in Paris) war ein französischer Musiker (Sopran-, Tenorsaxophon und Komposition) des Modern Jazz.

## Leben und Wirken
Wilen war der Sohn einer Französin und eines US-Amerikaners. Die Familie zog 1940 in die USA, 1946 wieder nach Frankreich. Bernard spielte in einer Familienband (Cousin Orchester), die in der Gegend von Nizza auf Festen auftrat. Ab 1950 begleitete er durchreisende Jazzmusiker. Er arbeitete u. a. mit den Musikern John Lewis, Roy Haynes, Nico Bunink und Bud Powell zusammen. 1953 gewann er mit seinem Quartett einen Amateur-Band-Wettbewerb in der Sparte Cool Jazz. Damals studierte er noch Jura, war aber schon in der Jazzszene etabliert. Nach Aufnahmen mit Sacha Distel holte ihn Miles Davis 1957 zur Einspielung des Soundtracks zum Louis-Malle-Film Fahrstuhl zum Schafott, erschienen auf dem Album Ascenseur pour l’échafaud. Mit dieser Filmmusik wurde er berühmt, war aber auch ein wenig auf dieses Genre spezialisiert: Gefährliche Liebschaften (als Gast bei Thelonious Monk (Les Liaisons Dangereuses 1960) und Art Blakeys Jazz Messengers), Un témoin dans la ville und George Gruntz’ Seelische Grausamkeit sind weitere Filmmusiken mit dem Instrumentalisten Barney Wilen. 1959 reiste er in die USA, wo er auf dem Newport Jazz Festival auftrat. Im selben Jahr trat er auf dem Festival Internazionale del Jazz di Sanremo und 1960 (mit Waldi Heidepriem) auf dem Frankfurter Festival auf. Ebenfalls 1960 spielte er in Paris mit Jean-Louis Chautemps.
Mitte der 1960er Jahre wandte er sich auch dem Free Jazz zu. Er experimentierte zudem sehr früh mit elektroakustischen Möglichkeiten: Das Barney Wilen Quartet improvisierte zum Dokumentarfilm von François de Ménil über den 25. Grand Prix Automobile de Monaco 1967 (bei dem Lorenzo Bandini tödlich verunglückte) sowie Lichtinstallationen von Etienne Oléari. Diese Produktion wurde 1968 im Rahmen des Berliner Jazzfestivals in der Berliner Akademie der Künste aufgeführt aber auch in New York (dort in Anwesenheit von Andy Warhol und Robert Rauschenberg). Sie wurde auch auf einer LP, Auto Jazz, für MPS dokumentiert. Auch führte er die Electronic Sonata for Souls Loved by Nature von George Russell 1970 in Berlin auf.
Zudem begann er, sich für außereuropäische Musik zu interessieren: Joachim E. Berendt holte ihn 1967 für die Produktion Jazz Meets India mit indischen Musikern zu den Donaueschinger Musiktagen und das Berliner Festival. Im selben Jahr improvisierte er beim Free Jazz Meeting Baden-Baden elektroakustisch über Musik von Ravi Shankar. 1969 unternahm er eine Studienreise nach Afrika; das erst 2013 veröffentlichte Album Moshi Too ist ebenso wie sein 1972 erschienener Vorgänger (das Fusionalbum Moshi mit Michel Graillier und Micheline Pelzer) ein Ergebnis dieser Auseinandersetzung mit der afrikanischen Musikkultur. Bereits 1968 experimentierte Wilen im Jazz-Rock-Sektor, u. a. 1968 mit Barney Wilen and His Amazing Free Rock Band (mit Joachim Kühn, Mimi Lorenzini, Günter Lenz und Aldo Romano), die auch in Deutschland auftrat und die LP Dear Prof. Leary – eine Hommage an Timothy Leary – aufnahm.
In den 1980er Jahren zog es ihn in seine alte Heimat nach Nizza zurück, wo er noch Filmmusik für die Filme Triaden des Kusses (1989) und Le coeur fantôme (1996) komponierte. 1993 wurde er auf das Festival International de Jazz de Montréal eingeladen, wo er mit Alain Jean-Marie auftrat (Montréal Duets). Seine Aufnahmen wurden zum Teil nur in Japan veröffentlicht und sind als LPs teure Sammlerstücke geworden.
Wilen arbeitete auch als Tontechniker, u. a. für Archie Shepp.
1958 erhielt Wilen den Prix Django Reinhardt. Der Comicband Barney et la Note Bleue (1987) von Jacques de Loustal und Philippe Paringaux basiert lose auf Wilens Leben.

## Diskographie (Auswahl)
- Barney Wilen Quintet Jazztone (F)J1239 (als CD erschienen: Fresh Sound (E)FSR-CD 48, mit Hubert Fol, Nico Bunink, Lloyd Thompson, Al Levitt)
- Tilt (1957) Swing (F)LDM30.058 (auch als CD erschienen)
- Miles Davis: Ascenseur pour l’échafaud (Soundtrack, Fontana Records, 1957).
- Milt Jackson / Percy Heath / Barney Wilen / Kenny Clarke: Jazz sur Seine (1958) Philips (F)P77127L (auch als CD erschienen: EmArcy (F)548317-2)
- Un témoin dans la ville (1959) Fontana (F)660226HR (auch als CD erschienen: Fontana 832658-2)
- Art Blakey's Jazz Messengers feat. Barney Wilen: Les Liaisons Dangereuses 1960 (Original Soundtrack, Fontana, 1959).
- Barney (1960) RCA (F) 430053 (als CD erschienen: BMG (F) 74321-454092)
- Eje Thelin with Barney Wilen (1966) Dragon DRCD 366
- Zodiac (1966) Vogue (mit Karl Berger, Jean-François Jenny-Clark, Jacques Thollot)
- François Tusques, Barney Wilen Le Nouveau Jazz (1967) Disques Mouloudji
- Auto Jazz: Tragic Destiny of Lorenzo Bandini, MPS (D)15164ST (1968, mit François Tusques, Beb Guérin, Eddy Gaumont)
- Dear Prof. Leary, MPS 15191 (1968)
- Barney Wilen & Mal Waldron French Story Alfa Jazz (J)ALCR-7 (1979)
- Barney Wilen & Dièse 440 Live In Paris, Marge/Impro 07 (1983)
- La Note Bleue, IDA Records / OMD (1986)
- French Ballads, IDA Records (1987)
- Moshi Too, Sonorama Records (2013)
- Live in Tokyo ’91 (Elemental Muaic, ed. 2019)
- Lucky Thompson & Barney Wilen: Four Brothers (Sonorama, 1960, ed. 2015), mit Helmut Brandt, Bent Jædig, Roland Kovac, Larry Atwell, Jürgen Ehlers, Rudy Pronk
- Jazz in Camera (Sonorama, ed. 2021)

## Lexigraphische Einträge
- Carlo Bohländer, Karl Heinz Holler: Reclams Jazzführer (= Reclams Universalbibliothek. Nr. 10185/10196). Reclam, Stuttgart 1970, ISBN 3-15-010185-9.
- Leonard Feather, Ira Gitler: The Biographical Encyclopedia of Jazz. Oxford University Press, New York 1999, ISBN 0-19-532000-X.